# Windstau (Hydrologie)

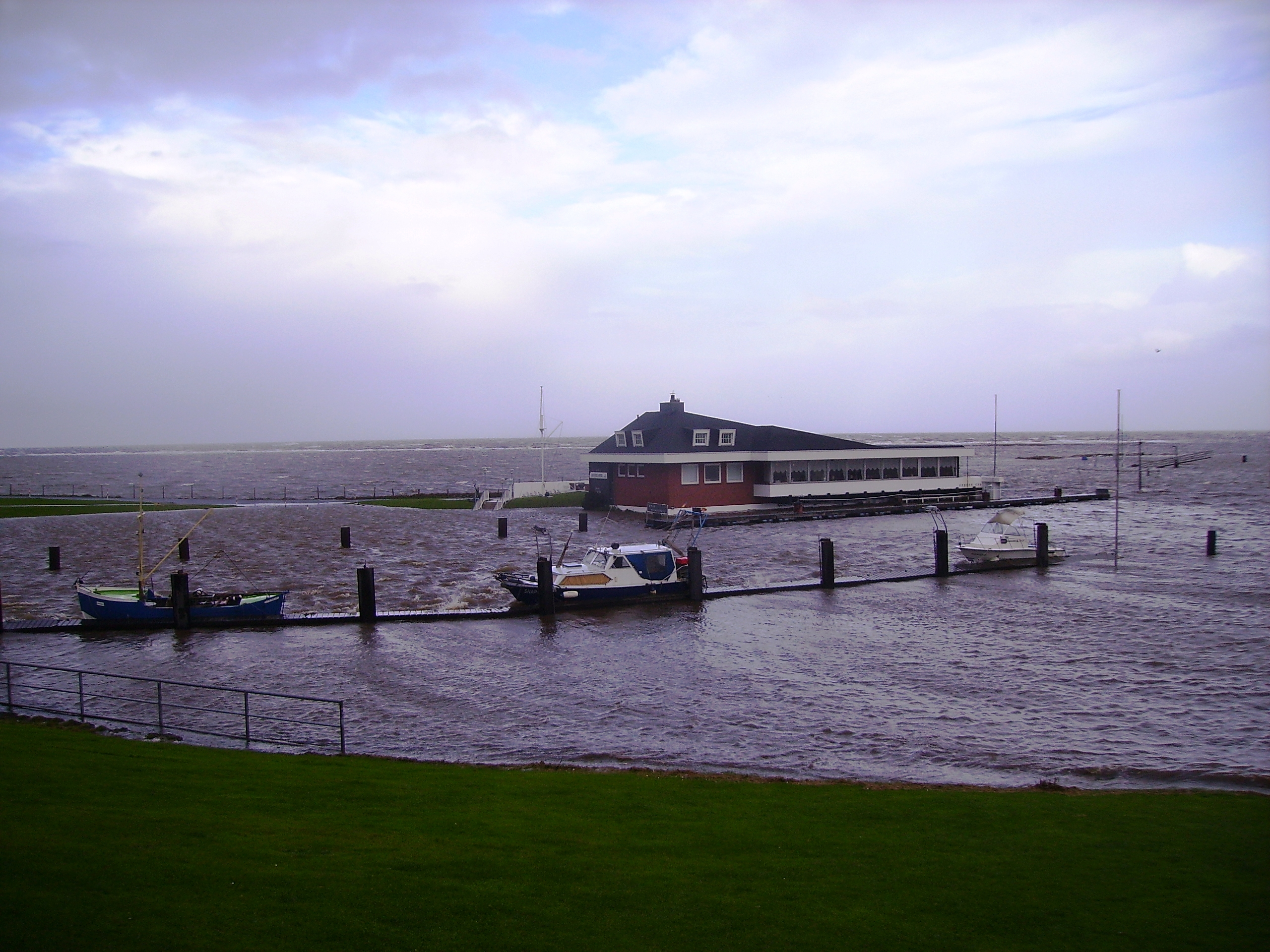
Elbterrassen in Otterndorf bei Sturmflut (2007)

In der Hydrologie wird Windstau definiert als die Erhöhung des Wasserspiegels unter Windeinfluss. Dabei erzeugt der Wind eine Schubkraft auf der Wasseroberfläche, die in einer oberflächennahen Meeresströmung in Windrichtung resultiert.
An den Meeresküsten erfolgt durch auflandigen und lang anhaltenden Wind aus einer Richtung ein Wassertransport, der besonders bei vorgelagerten Flachwassergebieten (z. B. Wattenmeer) zu einem deutlich höheren Wasserstand führt. Der Windstau ist der Höhenunterschied zwischen dem beobachteten und dem vorausberechneten oder auch mittleren Tidehochwasserstand. Dabei wird bei Ebbe das Ablaufen des Wassers verhindert, sodass bei der nächsten Flut noch höhere Wasserstände auftreten können.
Die Größe des Windstaus hängt von den Windverhältnissen ab. Maßgebende Größen sind neben Geschwindigkeit, Richtung und Dauer auch die Windeinwirkfläche des Windes (Fetch). Der Windstau wird durch die Gezeiten überlagert und kann Sturmfluten auslösen, die besonders bei Springtiden noch kräftiger ausfallen können. Springtiden werden durch bestimmte Konstellationen von Mond und Sonne hervorgerufen und erzeugen deutlich niedrigere bzw. höhere Tidewasserstände.
An der deutschen Nordseeküste besteht bei Wind aus nordwestlichen Richtungen eine große Fetchlänge, sodass der Wind eine große Wirksamkeit besitzt. Wind in Sturmstärke ab ca. 9 Beaufort – dabei bilden sich erste Brecher und auf den Wellen verweht die Gischt – erzeugt einen starken Windstau an der niedersächsischen und schleswig-holsteinischen Küste. Besonders in Kombination mit einer Springflut besteht dadurch die Gefahr einer schweren Sturmflut. An der deutschen Ostseeküste führt Windstau aus östlichen Richtungen zu einem sogenannten Ostseesturmhochwasser, das gelegentlich und fälschlich auch als Ostseesturmflut bezeichnet wird, obwohl die Ostsee praktisch keine Tide und damit auch keine Flut kennt. 
Der Windstau drückt das Wasser auch in Flussmündungen, wenn der Wind gegen die Fließrichtung weht. Durch die Fließrichtung der Unterelbe entgegen der Hauptwindrichtung besteht bei Sturmflut in Hamburg immer die Gefahr von Überschwemmungen. Bekannt ist die verheerende Sturmflut 1962, bei der Deiche brachen und 315 Menschen ihr Leben verloren.
Windstau tritt auch an Binnengewässern auf. Vor allem große Seen und Talsperren, wenn diese in Hauptwindrichtung liegen, besitzen eine große Fetchlänge, sodass an den auflandigen Ufern ein höherer Wasserstand auftritt. Auch bei Schifffahrtskanälen mit langen, geraden Haltungen wird an den Endstellen und Schleusen der Windstau beobachtet. Beispielsweise wird durch den vorherrschenden Westwind am Mittellandkanal im Raum Hannover durch Windstau ein 40 Zentimeter höherer Wasserstand als im Bereich Osnabrück registriert.